# Uitputtingsoorlogsvoering
Uitputtingsoorlogsvoering, of attritie, (in het Engels: attrition warfare) treedt op als er in een oorlog geen mogelijkheid meer is om de vijand snel te verslaan of te vernietigen. Het enige alternatief is dan een uitputtingsslag. Een typisch voorbeeld van uitputtingsoorlogvoering is het beleg van een goed verdedigde stad: dit kan maanden of zelfs jaren duren.
Uitputting is een militaire tactiek waarin landen om een oorlog te winnen de vijand continu verliezen blijven toebrengen in personeel en materieel totdat het land in elkaar stort. Zo'n oorlog wordt over het algemeen gewonnen door de partij met de grootste reserves. Het is kenmerkend voor moderne oorlogen, waar compromisloos wordt doorgevochten tot een zijde totaal verslagen is of zich overgeeft.
Een en ander kan een weloverwogen strategie zijn, maar het is ook goed mogelijk dat een aanvankelijk niet zo bedoeld conflict in een uitputtingsoorlog eindigt doordat beide zijden stug blijven doorvechten en weigeren terug te trekken. Voorbeelden van dergelijke 'onbedoelde' uitputtingsoorlogen zijn de Irak-Iranoorlog en de Eerste Wereldoorlog. Uiteindelijk rechtvaardigen in de meeste gevallen de verliezen niet (langer) de te verkrijgen prijs. Een conflict is dan geëscaleerd tot het stadium waarin men zelfbeschadiging of zelfs zelfvernietiging op de koop toeneemt zolang men de tegenstander maar schade kan toebrengen. Het directe voordeel van het winnen van het conflict is niet langer relevant, slechts het verslaan van de tegenstander telt nog.
Wanneer een uitputtingsoorlog een weloverwogen strategie is, zal een partij over het algemeen trachten de eigen verliezen te minimaliseren, de verliezen van de vijand te maximaliseren, de vijand hinderen in zijn capaciteit tot herstel en aanvoer, en de vijand herhaaldelijk provoceren. De eerdergenoemde belegeringen van goed verdedigde steden of fortificaties zijn hier een voorbeeld van.

## Voorbeelden
Bekende voorbeelden zijn het westelijke front in de Eerste Wereldoorlog en het oostfront in de Tweede Wereldoorlog. In het eerste geval bevonden beide partijen zich in statische defensieve posities bestaande uit loopgraven die van de Zwitserse Alpen tot Het Kanaal liepen. Jarenlang was de enige manier voor commandanten om de vijand te verslaan het continu aanvallen totdat de manschappen en het materieel van de vijand uitgeput waren en deze geen weerstand meer konden bieden. Tijdens de Tweede Wereldoorlog ging de titanenstrijd tussen Duitsland en de Sovjet-Unie uiteindelijk om wie de langste adem had in het meest extreme voorbeeld van de totale oorlog.
Ook de Russisch-Oekraïense oorlog was in 2023 volgens waarnemers een uitputtingsoorlog geworden. Een rapport uit 2024 van Royal United Services Institute (RUSI), een Britse militaire denktank, bevestigt dit.

## Juridische strijd
Ook een juridische strijd kan uitmonden in een uitputtingsoorlog, wanneer beide zijden in een langdurige juridische strijd verwikkeld raken en hoge bedragen aan juridische bijstand (moeten) spenderen. Ook hier kan het zowel het resultaat van een uit de hand gelopen conflict zijn (vechtscheiding), als een weloverwogen strategie (SLAPP) van een partij met diepe zakken om zo de tegenstander tot hoge kosten te dwingen.